# Nanny Fröman
Nanny Ingeborg Fröman, född 19 september 1922 i Råneå församling, Norrbottens län, död 14 maj 2013  i Uppsala, var en svensk fysiker. Hon ingick 1959 äktenskap med Per Olof Fröman.
Fröman, som var dotter till byggmästare Verner Johansson och Beda Nilsson, blev filosofie licentiat vid Uppsala universitet 1956, filosofie doktor 1966, docent i teoretisk fysik med mekanik vid Uppsala universitet 1966, universitetslektor där 1968, tilldelades professors namn 1981 och var professor i teoretisk fysik vid Uppsala universitet 1987–1989. 
Fröman invaldes som ledamot av Vetenskapssocieteten i Uppsala 1982 (preses 1995–1996) och av Österreichische Akademie der Wissenschaften 1990. Hon författade skrifter i teoretisk fysik, särskilt rörande utvecklandet av en fasintegralmetod och dess tillämpning inom olika delar av den teoretiska fysiken. Hon översatte vetenskapliga och populärvetenskapliga skrifter från ryska till engelska och från franska till svenska.